# Nassenstein
Nassenstein ist ein Ortsteil in der Gemeinde Kürten im Rheinisch-Bergischen Kreis.

## Beschreibung
Nassenstein liegt auf der so genannten Bergerhöhe. Der Name des Orts verweist nach der Deutung des örtlichen Geschichtsvereins auf einen nassen Stein. Damit ist wahrscheinlich eine Quelle gemeint, die ganz in der Nähe liegt. Sie versorgte früher die Menschen mit Wasser, die hier und im südlich angrenzenden Ortsteil Junkermühle wohnten.

## Geschichte
Die Topographia Ducatus Montani des Erich Philipp Ploennies aus dem Jahre 1715, Blatt Amt Steinbach, belegt, dass der Ort bereits 1715 als Ort mit mehreren Höfen bestand und als Nassenstein bezeichnet wurde. Aus der Charte des Herzogthums Berg 1789 von Carl Friedrich von Wiebeking geht hervor, dass Nassenstein zu dieser Zeit Teil der Honschaft Berg im Kirchspiel Kürten im Landgericht Kürten war. Er benennt den Ort als Nassenstein.
Unter der französischen Verwaltung zwischen 1806 und 1813 wurde das Amt Steinbach aufgelöst und Nassenstein wurde politisch der Mairie Olpe im Kanton Wipperfürth  im Arrondissement Elberfeld zugeordnet. 1816 wandelten die Preußen die Mairie zur Bürgermeisterei Olpe im Kreis Wipperfürth.
Nassenstein gehörte zu dieser Zeit zur Gemeinde Olpe.
Der Ort ist auf der Topographischen Aufnahme der Rheinlande von 1824 als Maschreen und auf der Preußischen Uraufnahme von 1840 als Nassenstein verzeichnet.
Ab der Preußischen Neuaufnahme von 1892 ist er auf Messtischblättern regelmäßig als Nassenstein verzeichnet.
1822 lebten 31 Menschen im als Hof kategorisierten und Nassenstein bezeichneten Ort.
1830 hatte der Ort 34 Einwohner.
Der 1845 laut der Uebersicht des Regierungs-Bezirks Cöln als Hof kategorisierte Ort besaß zu dieser Zeit sechs Wohnhäuser. Zu dieser Zeit lebten 41 Einwohner im Nassenstein genannten Ort, davon alle katholischen Bekenntnisses.
Die Gemeinde- und Gutbezirksstatistik der Rheinprovinz führt Nassenstein 1871 mit sieben Wohnhäusern und 40 Einwohnern auf.
Im Gemeindelexikon für die Provinz Rheinland von 1888 werden fünf Wohnhäuser mit 25 Einwohnern angegeben.
1895 hatte der Ort vier Wohnhäuser und 21 Einwohner.
1905 besaß der Ort drei Wohnhäuser und 15 Einwohner und gehörte konfessionell zum katholischen Kirchspiel Olpe.
1927 wurde die Bürgermeisterei Olpe in das Amt Olpe überführt. In der Weimarer Republik wurden 1929 die Ämter Kürten mit den Gemeinden Kürten und Bechen und Olpe mit den Gemeinden Olpe und Wipperfeld zum Amt Kürten zusammengelegt. Der Kreis Wipperfürth ging am 1. Oktober 1932 in den Rheinisch-Bergischen Kreis mit Sitz in Bergisch Gladbach auf.
1975 entstand aufgrund des Köln-Gesetzes die heutige Gemeinde Kürten, zu der neben den Ämtern Kürten, Bechen und Olpe ein Teilgebiet der Stadt Bensberg mit Dürscheid und den umliegenden Gebieten kam.

## Galerie

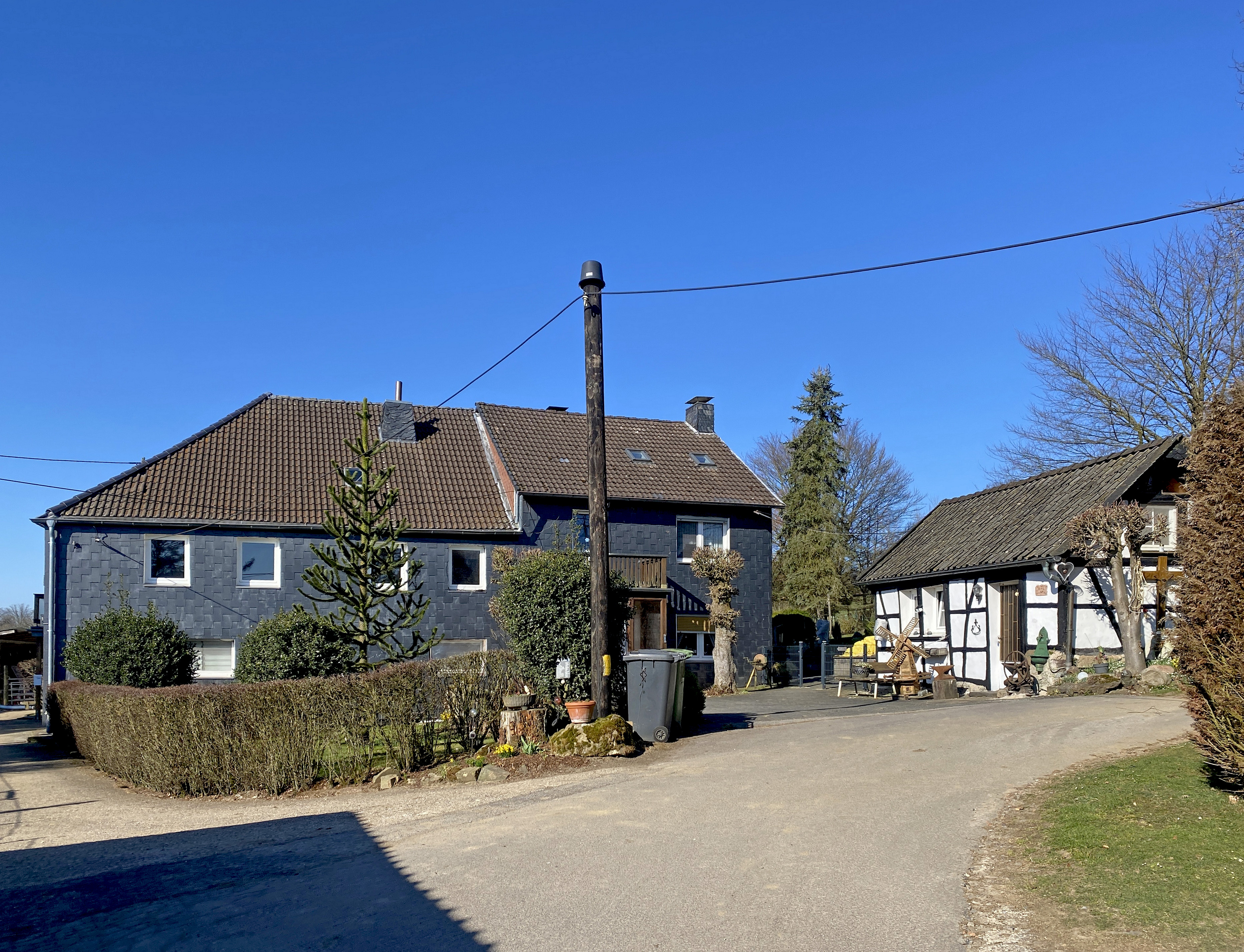
Nassenstein 23
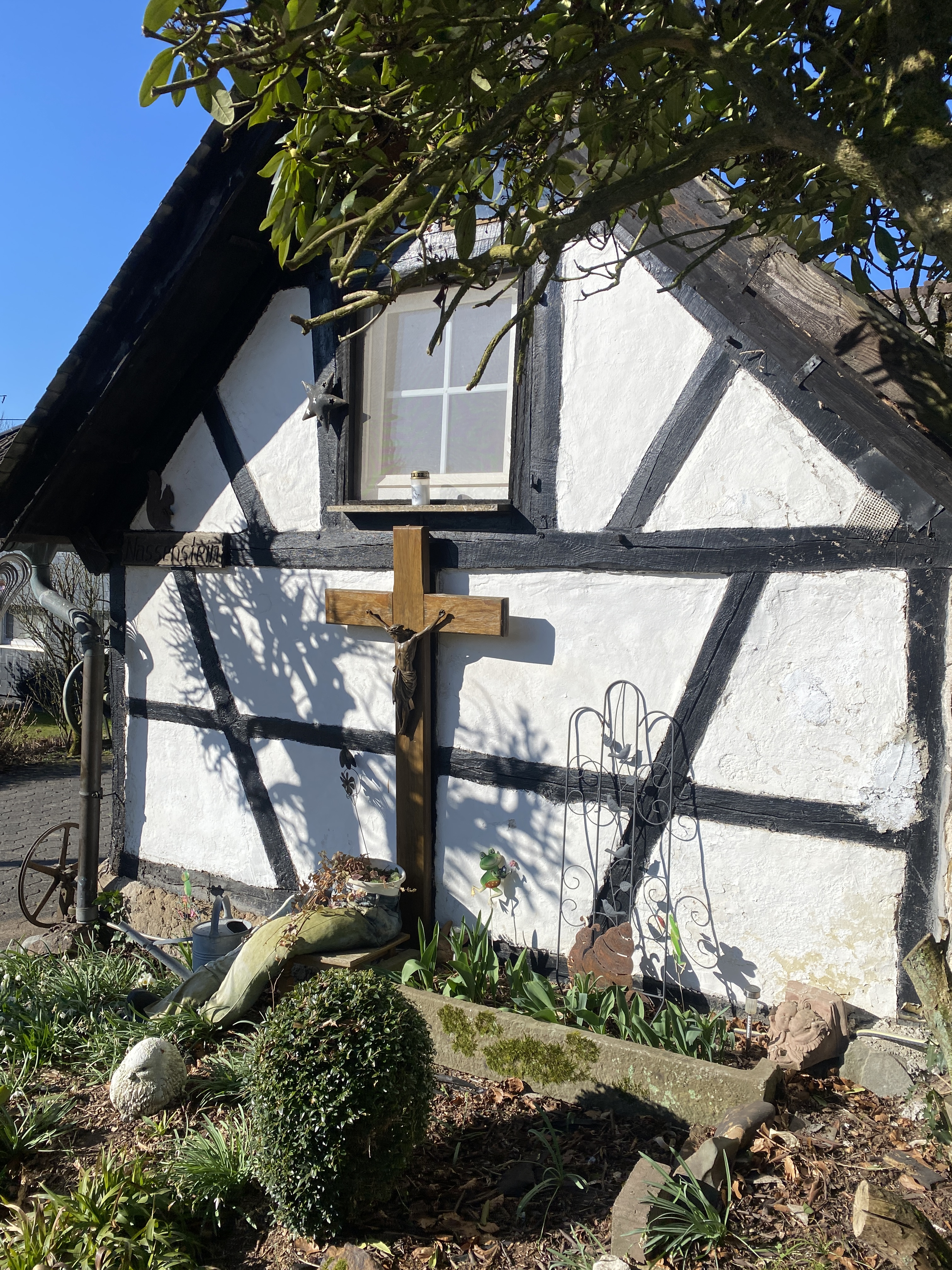
Nebengebäude Nassenstein 23
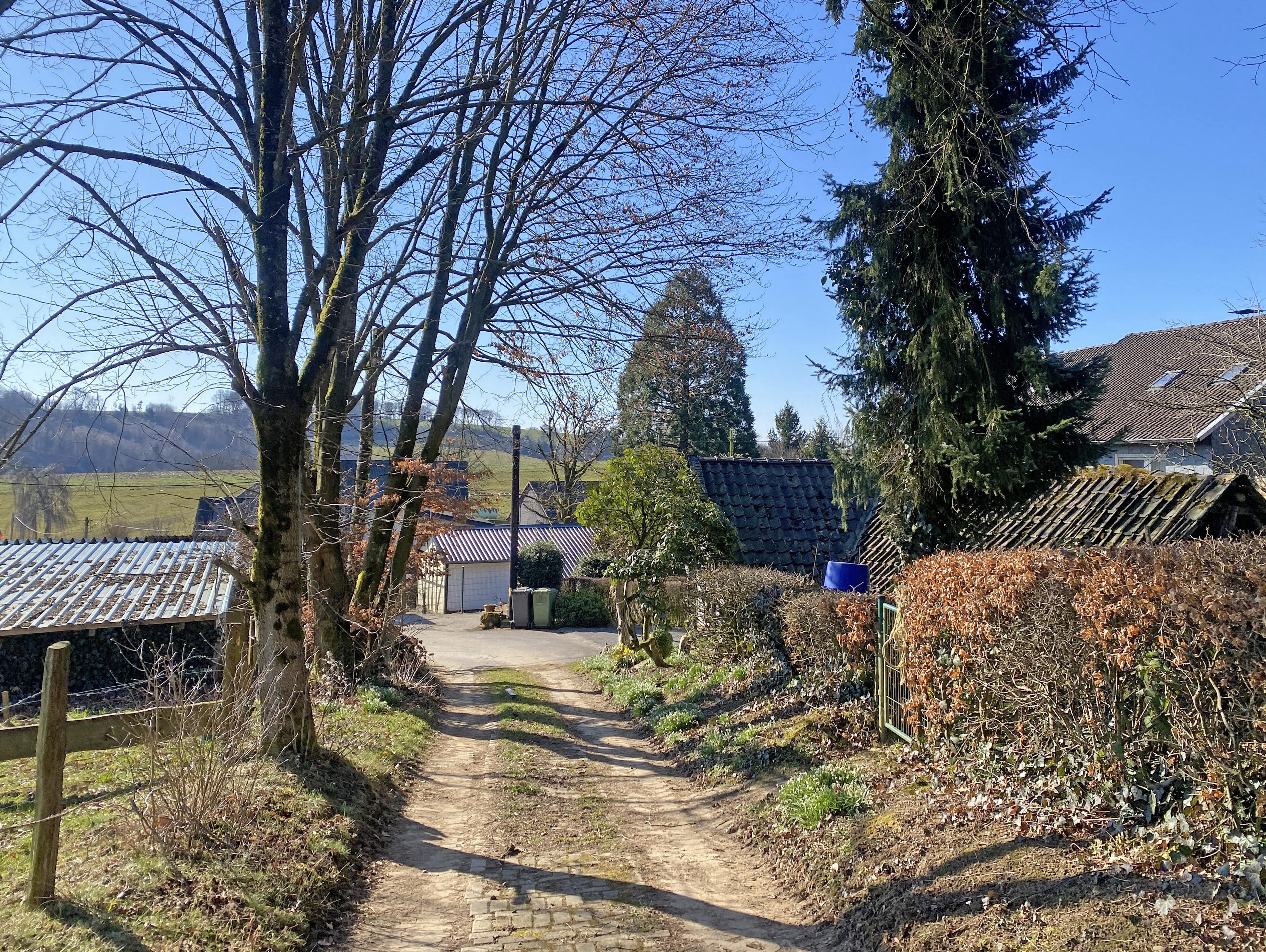
Weg nördlich von Nassenstein nach Körschsiefen
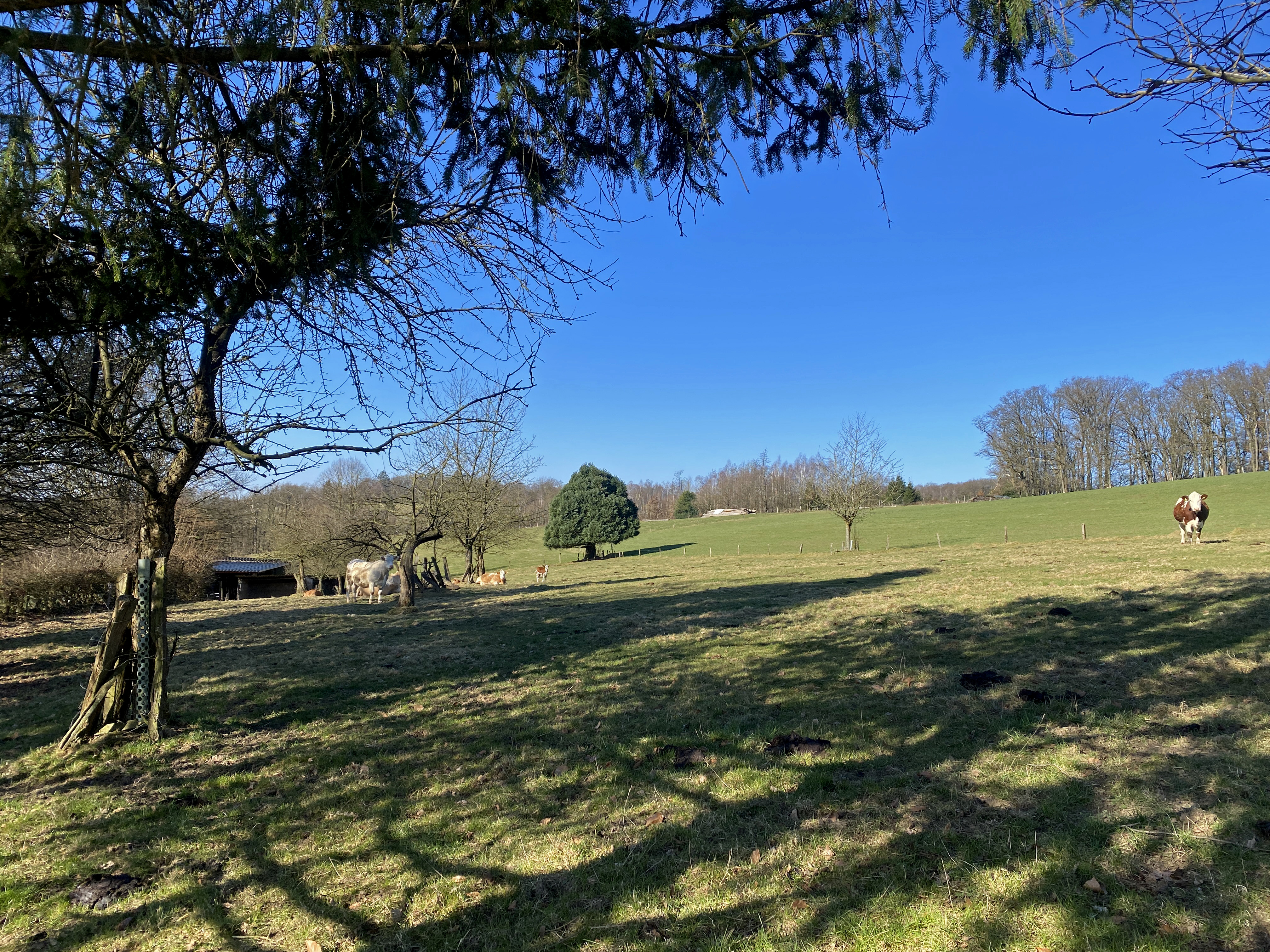
Kuhweide  oberhalb des Hofs
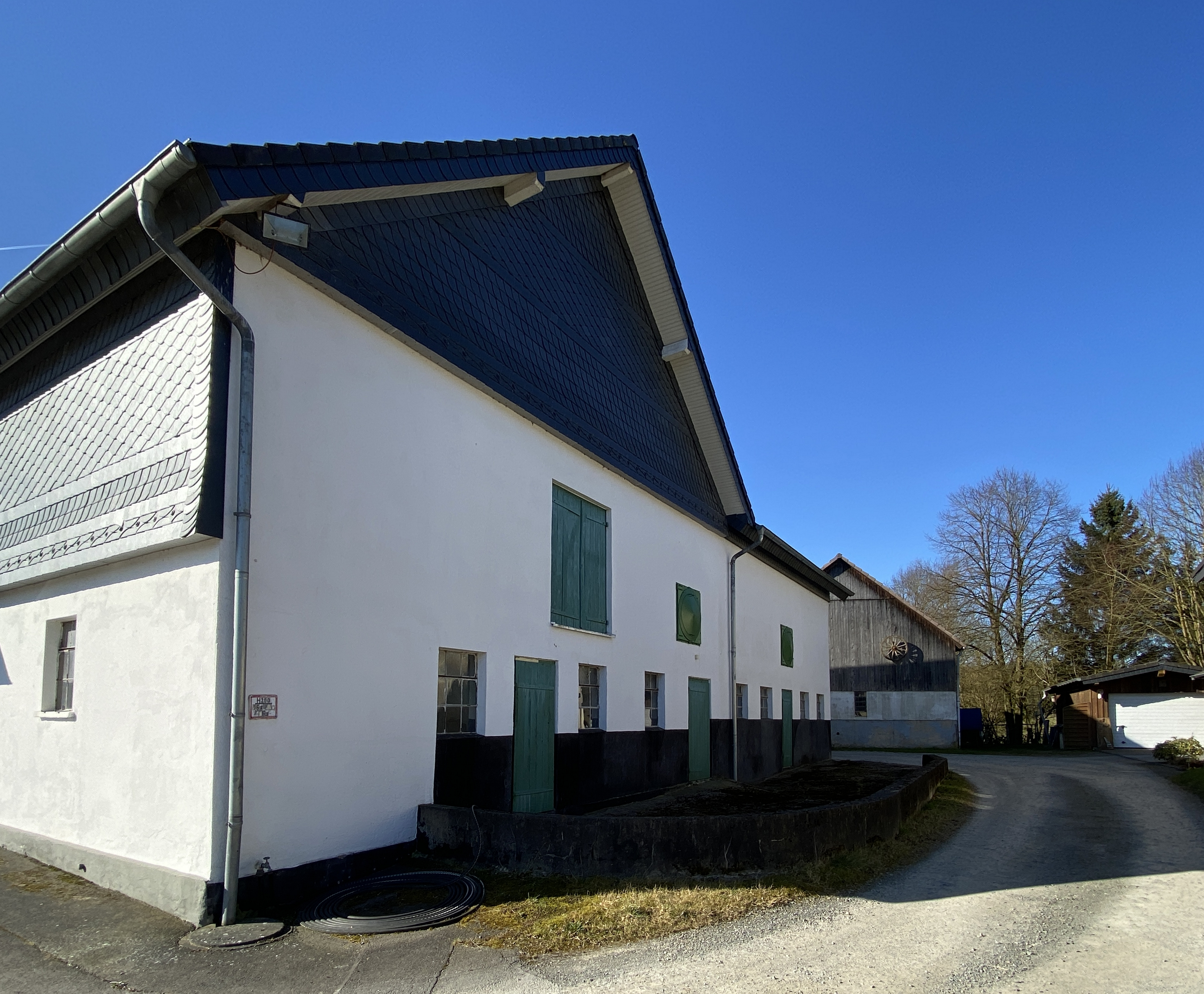
Wirtschaftsgebäude Nassenstein 15
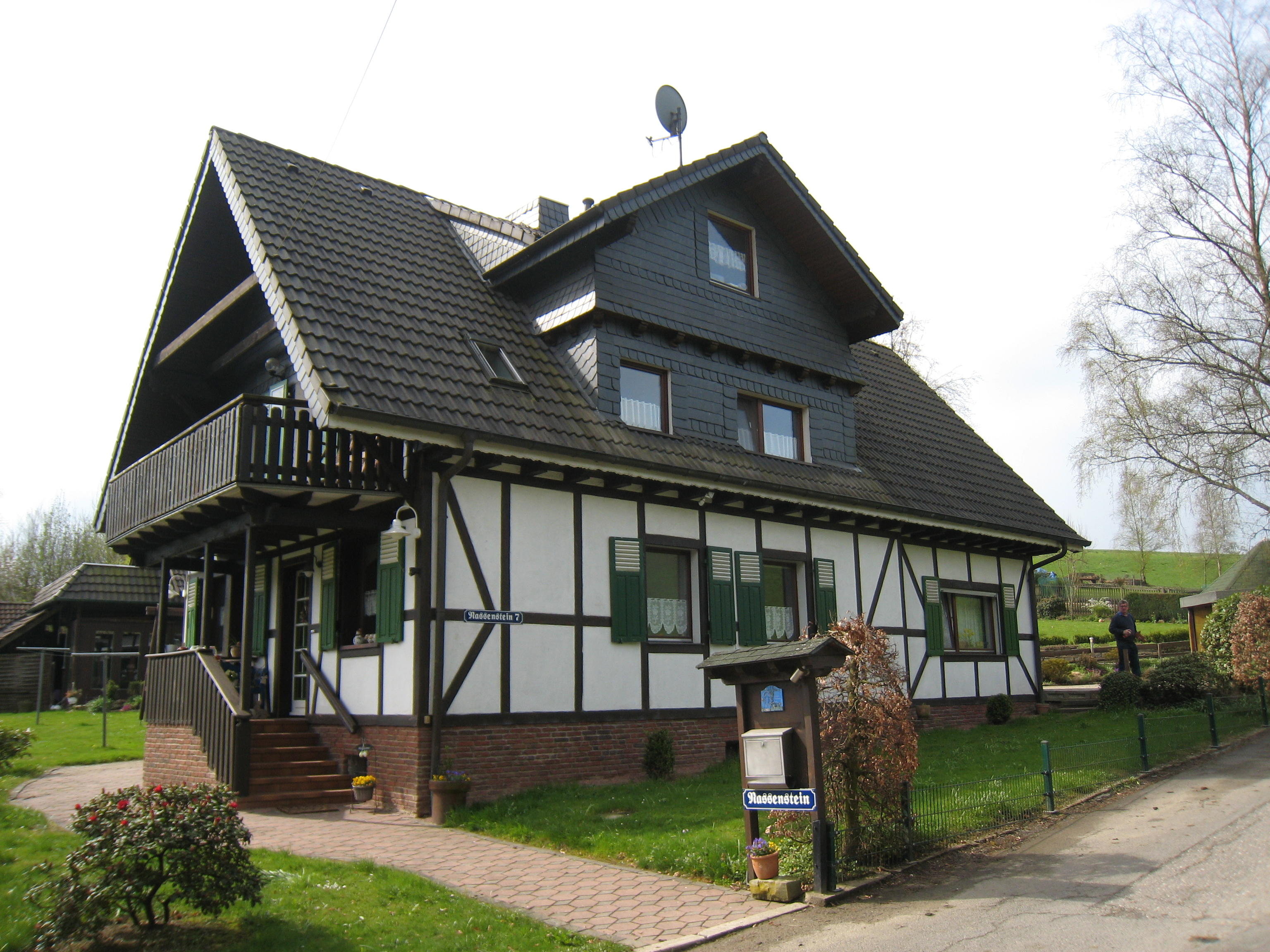
Haus in Nassenstein